# Kim Myeong-hun
Kim Myeong-hun (김명훈 ?, 金明訓?, Gim Myeong-hunLR, Kim Myŏng-hunMR; [kim mjʌ̹ŋ ɸʷun]; 7 aprile 1997) è un goista sudcoreano.

## Biografia
Divenuto professionista nel 2014, nel 2015 è stato promosso prima 2 dan poi 3 dan.
Nel 2016 è stato promosso 4 dan. Ha vinto la seconda edizione dello Shinye, sconfiggendo Park Ha-min.
Nel 2017 ha ricevuto due promozioni, prima a 5 dan poi a 6 dan.
Nel 2018 è arrivata la promozione a 7 dan.
Nel 2020 è stato promosso 8 dan.
Nel 2021 è arrivato al secondo turno della 26ª edizione della LG Cup, dove è stato eliminato dal connazionale Byun Sang-il.
Nel 2022 è arrivato alla semifinale della 27ª edizione della Samsung Fire Cup, dove è stato eliminato dal connazionale Shin Jin-seo. È stato promosso 9 dan.
Nel 2023 ha vinto la quinta edizione della Andong City Baekam Cup sconfiggendo Han Woo-jin. È arrivato agli ottavi della 5ª edizione della Mlily Cup, dove è stato eliminato dal cinese Liu Yuhang. È stato selezionato per fare parte della selezione sudcoreana ai XIX Giochi asiatici, in cui partecipa alla competizione maschile a squadre: ha contribuito a portare la squadra sudcoreana alle semifinali quale vincitrice del torneo preliminare, ottenendo cinque vittorie in cinque incontri, sconfiggendo tra gli altri il taiwanese Lai Junfu, il giapponese Shibano Toramaru e il cinese Mi Yuting. Nella semifinale, la Corea del Sud ha vinto 5-0 contro il Giappone: Kim ha sconfitto nuovamente Shibano Toramaru. Nella finale per la medaglia d'oro tra Cina e Corea del Sud, Kim ha vinto contro Zhao Chenyu, la Corea del Sud ha superato la Cina per 4-1 e ha conquistato la medaglia d'oro, che garantisce ai vincitori l'esenzione dal servizio militare nelle forze armate sudcoreane.
Ad aprile 2024 è stato sconfitto per 2-0 da Shin Jin-seo nella finale della venticinquesima edizione della Maxim Cup.